# Тополі Бурдзинського
Тополі Бурдзинського — ботанічна пам'ятка природи місцевого значення у Шевченківському районі Києва. Об’єкт являє собою два старих дерева тополі чорної, що ростуть на території Київського зоологічного парку за адресою Берестейський проспект, 32.

## Опис
Пам'ятка природи "Тополі Бурдзинського" була оголошена рішенням Київської міської ради від 23 квітня 2009 року № 326/1382.  
Об'єкт складається з двох екземплярів тополі чорної, які мають обхват стовбура по 4 метри на висоті 1,3 м. Висота дерев досягає 25 метрів.

## Природоохоронний статус
Пам'ятка входить до складу природно-заповідного фонду України, який охороняється як національне надбання. Територія пам'ятки розташована в межах земельної ділянки з кадастровим номером 8000000000:88:062:0001, що перебуває у постійному користуванні Київського зоологічного парку загальнодержавного значення.  

## Управління та охорона
Відповідальність за охорону пам’ятки несе Київський зоологічний парк, який має забезпечувати збереження природного стану об'єкта, встановлення відповідних охоронних знаків та виконання природоохоронного режиму.

## Галерея

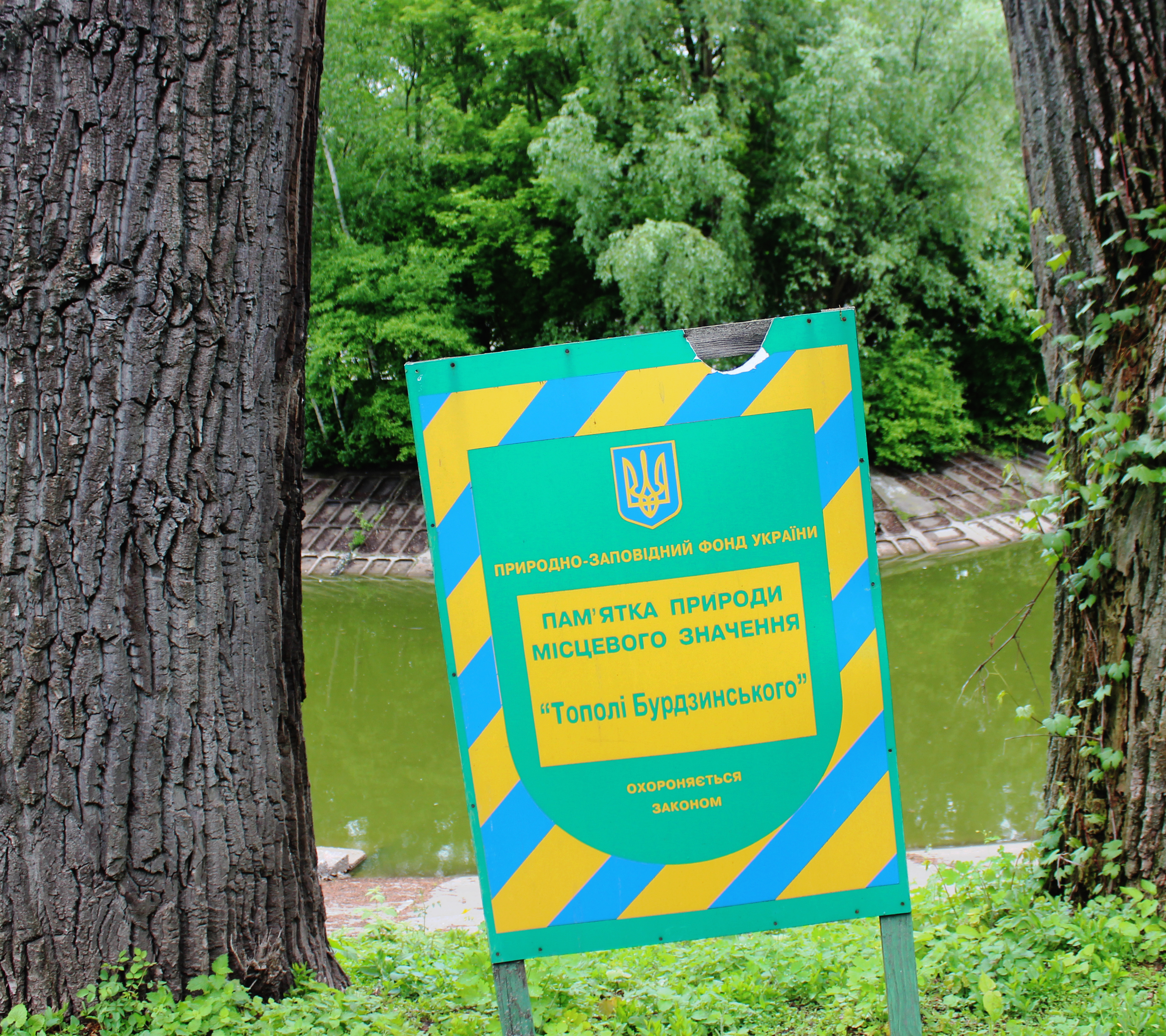
охоронна табличка біля Тополь Бурдзинського, вид зблизька